# Bittacus latipennis
Bittacus latipennis is een schorpioenvlieg uit de familie van de hangvliegen (Bittacidae). De wetenschappelijke naam van de soort is voor het eerst geldig gepubliceerd door Gerstaecker in 1885.
De soort komt voor in India.